# باطي كنت (يني محلة)
باطي كنت (بالتركية: Batıkent)‏ حي سكني يقع إدارياً ضمن يني محلة في تركيا. تعتمد باطي كنت للبريد على الرمز البريدي 06370.